# Nintendo Anime Channel
Nintendo Anime Channel va ser un servei de vídeo a la carta per a Nintendo 3DS anunciat en el Nintendo Direct del 14 de gener de 2015 que va sortir a Europa 30 dies després.
Nintendo Anime Channel va ser una aplicació per a Nintendo 3DS en el qual es podien veure diversos capítols corresponents a animes de sagues de Nintendo, així com altres sèries llicenciades. El seu contingut anava variant en el temps. Com en Nintendo Video, es veia publicitat relacionada amb la sèrie a la pantalla inferior, permetia pausar la reproducció i ja en la pantalla inicial es veien els capítols que estaven disponibles. Algunes vegades, s'oferien episodis per comprar per la eShop. Els continguts es podien oferir en diferents pistes d'àudio, d'entre les quals no hi va ser mai el català.
El servei va sortir també a Oceania. El servei va tancar mundialment el 31 d'octubre de 2018.

## Sèries emeses
- Kirby Serie 1 (estrenada el 13 de febrer de 2015)
- Monster Hunter: Felyne Village (estrenada el 22 de juny de 2015)
- Winx Club - Temporades 4 i 5 (estrenada el 3 d'agost de 2015)
- Inazuma Eleven Serie 2
- Heidi
- I'm a Dinosaur
- Pokémon: Liga añil
- Monster High (Character Marathons)
- Pokémon: Advanced (sèrie finalitzada)
- Inazuma Eleven Serie 1 (sèrie finalitzada)
- Pokémon: Advanced Challenge (estrenada el 17 d'agost de 2015; sèrie finalitzada)
- Serie Pokémon: Rubí y Zafiro (estrenada el 17 d'agost de 2015; sèrie finalitzada)
- The Legend of Zorro[6]
- Robin Hood[6]
- Yo-kai Watch
- Shin-chan